# Springbourne
Springbourne – część miasta Bournemouth w Anglii, w hrabstwie ceremonialnym Dorset. Leży 42 km na wschód od miasta Dorchester i 149 km na południowy zachód od Londynu.